# Ornebius peruviensis
Ornebius peruviensis är en insektsart som beskrevs av Lucien Chopard 1913. Ornebius peruviensis ingår i släktet Ornebius och familjen Mogoplistidae. Inga underarter finns listade i Catalogue of Life.